# 動吻動物
動吻動物（どうふんどうぶつ、学名：Kinorhyncha、英名：Mud dragon）とは、偽体腔を持つ体長 1 mm以下の小さな無脊椎動物である。南極・北極といった極域から熱帯域まで、世界中に広く分布し、潮間帯から超深海の泥や砂の中に住む、いわゆる間隙生動物として知られている。また、汽水域や海藻・フジツボといった他生物の間隙から採集されることもある。

## 構造

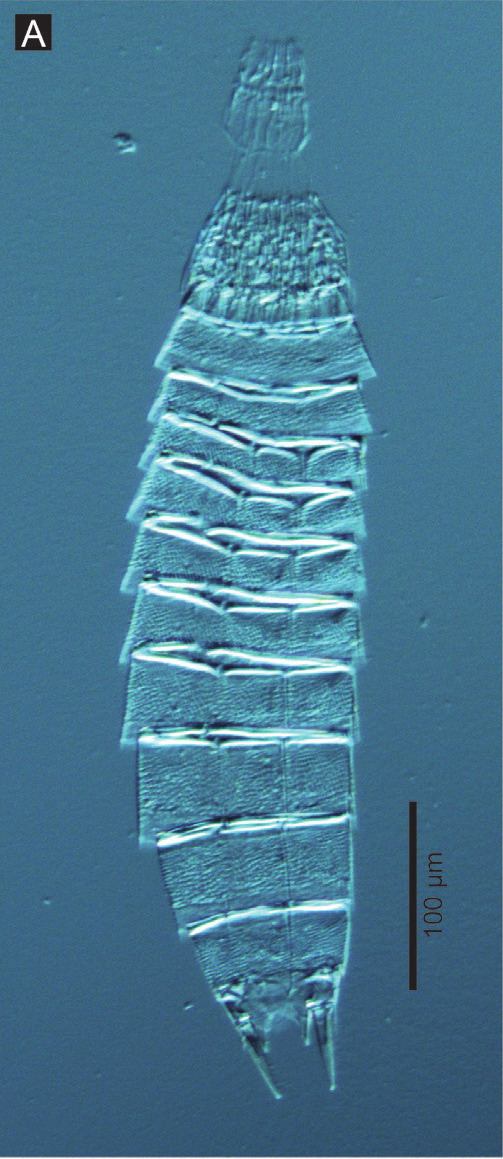
ヤギツノトゲカワ
Echinoderes hwiizaa

体は頭部（吻部）、頸部、11体節からなる胴部に分けられる。21世紀初頭までは、頭部を第1体節、頚部を第2体節、胴部を3 - 13体節とされていたが、近年は前述の呼称が一般的である。頭部には無数の冠棘を有する。また頭部は胴部へ引き込むことができ、その際には頸部が蓋の役割をする。頭部の出し入れに伴って、冠棘を周囲に引っかけることで体を前進させる。胴部の各体節は1 - 4枚のプレートが組み合わさって構成される。胴部体節表面の構造として棘や管、感覚器や分泌口が見られる。とげは表皮から分泌されるクチクラの一部であり、成長のたびに何度も生え変わる。

## 生態など
動吻動物は海底の海藻の間や泥中の珪藻およびデトリタスと呼ばれる有機堆積物などを食糧とする。頭部の冠棘を利用し、これを出し入れすることで前進し、体に生えた棘もこれを補佐する。体は腹側に曲げることが可能である。
潮間帯から超深海まで分布し、世界中に広く分布している。特に酸素濃度の高い砂泥で高密度に生息し、場所によっては線虫、ソコミジンコについで、個体数の上で優先種となる。反対に貧酸素環境に弱く、汚染海域ではすぐに姿を消すことから、海洋の汚染指数を測る指標生物としての利用が期待されている。
成長の際には脱皮を行い、脱皮殻はほぼ全体の形を保つ。雌雄異体で、終端体節に雄は交尾棘、雌は生殖孔を持つ。幼生は自由生活である。しかし生殖および初期発生についてはほとんど分かっていない。

## 系統
古くは線形動物や輪形動物、腹毛動物などとともに袋形動物門にまとめられていたが、現在ではそれぞれ独立の門として扱われる。系統的には大きくは脱皮動物に含まれる。脱皮動物内においては、胴甲動物や鰓曳動物に近いと考えられることが多く、これらの3門をまとめて有棘動物とする説もある。ただし分子系統解析では鰓曳動物との近縁性が支持されることが多い反面、胴甲動物との近縁性は支持されないことが多い。

## 分類
伝統的な分類では綱を置かず（あるいは動吻綱として）、円蓋目（Cyclorhagida）と平蓋目（Homalorhagida）の2目とされていたが、近年は分子系統解析の結果を反映した円蓋綱（Cyclorhagida）と異蓋綱（Allomalorhagida）の2綱からなる分類体系が用いられる。2020年現在、円蓋綱には3目7科18属196種が、異蓋綱には4科13属111種が知られているが、その種数は近年でも増え続けている。なお、日本からは24種が報告されている。
以下の分類はSørensen et al. (2015)、和名は山崎 (2016)・国立天文台編 (2019) に従う。
- 異蓋綱 Allomalorhagida
  - タツトゲカワ科 Dracoderidae
  - Francisderidae
  - ヨロイムシ科 Pycnophyidae
  - Neocentrophyidae
- 円蓋綱 Cyclorhagida
  - トゲカワムシ目 Echinorhagata
    - トゲカワムシ科 Echinoderidae

  - ミツオトゲカワ目 Kentrorhagata
    - Antygomonidae
    - Cateriidae
    - Centroderidae
    - Semnoderidae
    - Zelinkaderidae

  - ニセミツオトゲカワ目 Xenosomata
    - Campyloderidae